# Tehnički leksikon
Tehnički leksikon u izdanju Leksikografskog zavoda Miroslav Krleža iz 2008. godine prvo je djelo na hrvatskome jeziku koje je na leksikografski način obuhvatilo najvažnije pojmove u temeljnim tehničkim strukama.
Leksikon na jednom mjestu okuplja osustavljeno hrvatsko strukovno nazivlje iz širokog područja tehnike te ga abecednim redoslijedom objašnjava. Nakon naziva članka na hrvatskom jeziku, leksikon donosi i strukovne nazive na engleskom, njemačkom i ruskom jeziku, nakon kojih slijedi leksikografska definicija pojma. Po potrebi se korisnik nakon definicije i opisa pojma upućuje i na druge srodne pojmove. Velik dio pojmova je dodatno pojašnjen crtežom, fotografijom ili tabličnim prikazom.
U Leksikonu se može pronaći Dodatak s popisom važnijih znanstvenika, pronalazača, izumitelja i konstruktora, kazalima na engleskom, njemačkom i ruskom jeziku, tablicama mjernih jedinica i prirodnih konstanta i dr.
Tehnički leksikon je namijenjen širokom krugu korisnika - od stručnjaka iz područja tehnike, stručnjaka ostalih područja do prosječnog korisnika zainteresiranog za neki pojam iz područja tehnike.

## O Izdanju:
- Godina izdanja: 2008.

- Glavni urednik: Zvonimir Jakobović; članovi uredništva: Zdenko Jecić i Darija Domijan

- Broj članaka: 8033

- Broj stranica: 1220

- 626 crteža, 257 fotografija te 110 tablica

## Vanjske poveznice
- Leksikografski zavod Miroslav Krleža  Arhivirana inačica izvorne stranice od 29. svibnja 2010. (Wayback Machine)